# Pulau Toran
Pulau Toran är en ö i Indonesien. Den ligger i den västra delen av landet, 900 km nordväst om huvudstaden Jakarta.